# Casa Ochoa Escalante
La Casa Ochoa Escalante es una casona colonial ubicada en la esquina de las calles Saphy y Amargura en el centro histórico del Cusco, Perú.
Desde 1972 el inmueble forma parte de la Zona Monumental del Cusco declarada como Monumento Histórico del Perú. Asimismo, en 1983 al ser parte del casco histórico de la ciudad del Cusco, forma parte de la zona central declarada por la UNESCO como Patrimonio Cultural de la Humanidad.

## Historia
Está ubicada en el sector denominado Huacapunku o Puerta del Santuario, correspondiendo a las andenerías que debieron existir en la parte posterior de lo que Garcilaso de la Vega describe como el Yachaywasi. En el periodo colonial esta casa tuvo importancia civil y política pues perteneció al conquistador Pedro Alonso. El inmueble tuvo destrucción parcial provocada por los terremotos de 1650, 1950 y 1987 en que la casa fue subdividida y afectada morfológicamente, dividiéndose el patio original y el inmueble en 2 fracciones por un muro de ladrillo.

## Descripción
Consta de un patio y dos niveles. Tiene dos frontis, uno hacia la calle Saphy y el otro hacia la calle Amargura donde se encuentra el acceso. El patio principal está configurado por tres crujías (originalmente por cuatro), la del lado sureste con galería de arcos de ladrillo y dobles con antepecho lítico en el segundo nivel; la del lado suroeste con galería de arcos de ladrillo en el primer nivel que cobijaban la caja de escaleras tipo imperial, en el segundo nivel corredor con pies derechos y balaustrada de madera. La crujía noreste exhibe corredor en voladizo sustentado sobre ménsulas con balaustrada de madera.
Exteriormente destaca el balcón esquinero de profusa talla sustentado sobre ménsulas y cubierto por tejaroz cuyo antepecho está compuesto por tres hiladas de casetones tallados las inferiores y calada la superior.